# Haloclava stimpsoni
Haloclava stimpsoni is een zeeanemonensoort uit de familie Haloclavidae.
Haloclava stimpsoni is voor het eerst wetenschappelijk beschreven door Verrill in 1868.